# Balthazar (film)
Pour les articles homonymes, voir Balthazar.
Pour plus de détails, voir Fiche technique et Distribution.
Balthazar est un film français réalisé par Pierre Colombier, sorti  en 1937.

## Synopsis
Le milliardaire Balthazar Lemonnier, tombé en panne sèche sur une petite route de Provence est renversé par Germaine Philippe. Celle-ci le ramène chez elle où il fait la connaissance de sa famille. A la recherche de carburant, Balthazar découvre le village voisin et achète, en une minute, l'ile qui se trouve au large. Sa soudaine irruption bouleverse la vie de tous, surtout lorsque le professeur Berroyer vient affirmer que Balthazar est fou. 

## Fiche technique
- Titre : Balthazar
- Réalisation : Pierre Colombier, assisté de Henri Aisner
- Scénario et dialogues : Jean-Henri Blanchon[1], d'après la pièce éponyme de Léopold Marchand
- Décors : Jacques Colombier
- Photographie : Victor Arménise, Robert Juillard, Christian Gaveau (cadreur), et Jean Lallier (cadreur)
- Son : Robert Teisseire
- Montage : Christian Chamborant
- Musique : Marcel Lattès
- Société de production : Héraut-Film
- Pays d'origine :  France
- Format :  Noir et blanc - 1,37:1 - 35 mm - son mono
- Genre : Comédie
- Durée : 90 minutes
- Date de sortie :
  - France -  29 décembre 1937

## Distribution
- Jules Berry : Balthazar Lemonnier, un milliardaire qui, à la suite d'un léger accident, s'installe dans un petit village provençal
- André Alerme : Albert Philippe, l'homme dans la villa duquel débarque Balthazar
- Danièle Parola : Germaine Philippe, sa femme
- Jacqueline Pacaud : Luce, fille d'Albert Philippe
- Fernand Charpin : Le Gac
- Robert Arnoux : Boutrot, écrivain
- Édouard Delmont : Balicot, le maire du village
- Lucas Gridoux : le professeur Berroyer, un psychiatre qui prétend que Balthazar est fou
- Doumel : Cassini
- Dany Lorys : la bonne